# Maeve Quinlan
Maeve Anne Quinlan (Chicago, 16 de noviembre de 1964) es una actriz estadounidense. Su actuación más reconocida fue la de Megan Conley en la telenovela The Bold and the Beautiful. También ha actuado en películas, de las que destacan Heart of America (2002), Ken Park (2002), Criminal y Dirty Girl (2010).
Antes de iniciar su carrera en la actuación, Quinlan fue jugadora de tenis profesional.

## Filmografía

### Cine
| Año  | Título              | Rol             | Notas          |
| ---- | ------------------- | --------------- | -------------- |
| 1999 | The Florentine      | Claire          |                |
| 1999 | Play It to the Bone | Tiffany         |                |
| 2001 | Instinct to Kill    | Enfermera       |                |
| 2001 | Totally Blonde      | Liv Watson      |                |
| 2002 | Ken Park            | Rhonda          |                |
| 2002 | Heart of America    | Becky Schultz   |                |
| 2003 | Net Games           | Sandra Simmonds |                |
| 2004 | Nobody's Perfect    | Chica loca      | Película corta |
| 2004 | Criminal            | Heather         |                |
| 2004 | The Drone Virus     | Colleen O'Brian |                |
| 2005 | Tennis, Anyone...?  | Siobhan Kelly   |                |
| 2005 | The Nickel Children | Madre           |                |
| 2006 | High Hopes          | Sarah           |                |
| 2009 | Not Easily Broken   | Julie Sawyer    |                |
| 2010 | Dirty Girl          | Janet           |                |
| 2011 | Sound of My Voice   | Diane Winston   |                |
| 2011 | Cougars Inc.        | Kitty Lowell    |                |
| 2012 | Divorce Invitation  | Pam             |                |
| 2013 | Another Dirty Movie | Mrs. Prussy     |                |
| 2016 | Liquorice           | Mariam Glass    |                |

### Televisión
| Año       | Título                        | Rol                   | Notas                                   |
| --------- | ----------------------------- | --------------------- | --------------------------------------- |
| 1995-2006 | The Bold and the Beautiful    | Megan Conley          | (330 episodios)                         |
| 1997      | L.A. Heat                     | Teresa                | Episodio: "Old Scores"                  |
| 2001      | JAG                           | Susan Evans           | Episodio: "New Gun in Town"             |
| 2004      | A Boyfriend for Christmas     | Diane                 |                                         |
| 2005      | McBride: The Chameleon Murder | Whitney Collier       |                                         |
| 2005-2008 | South of Nowhere              | Paula Carlin          | (41 episodios)                          |
| 2006      | South Beach                   | Jennifer              | Episodio: "I'll Do What I Want to Do"   |
| 2007      | Dirt                          | Kitty Ryder           | Episodio: "The Sexxx Issue"             |
| 2007      | Girltrash!                    | Judge Cragen          | (11 episodios)                          |
| 2007      | Primal Doubt                  | Holly                 |                                         |
| 2008      | Life                          | Lynn Gray             | Episodios: "Not for Nothing", "Crushed" |
| 2008-2009 | 3Way                          | Siobhan McGarry       | (13 episodios)                          |
| 2008-2011 | 90210                         | Constance Tate-Duncan | (8 episodios)                           |
| 2012      | Hawaii Five-0                 | Sandra Fryer          | Episodio: "Ua Hala"                     |
| 2012      | Teenage Bank Heist            | Joyce                 |                                         |
| 2013      | Cowgirl Up                    | Buckshot Betty        | (6 episodios)                           |